# Erysimum diffusum
Erysimum diffusum är en korsblommig växtart som beskrevs av Jakob Friedrich Ehrhart. Erysimum diffusum ingår i släktet kårlar, och familjen korsblommiga växter. Inga underarter finns listade i Catalogue of Life.

## Bildgalleri

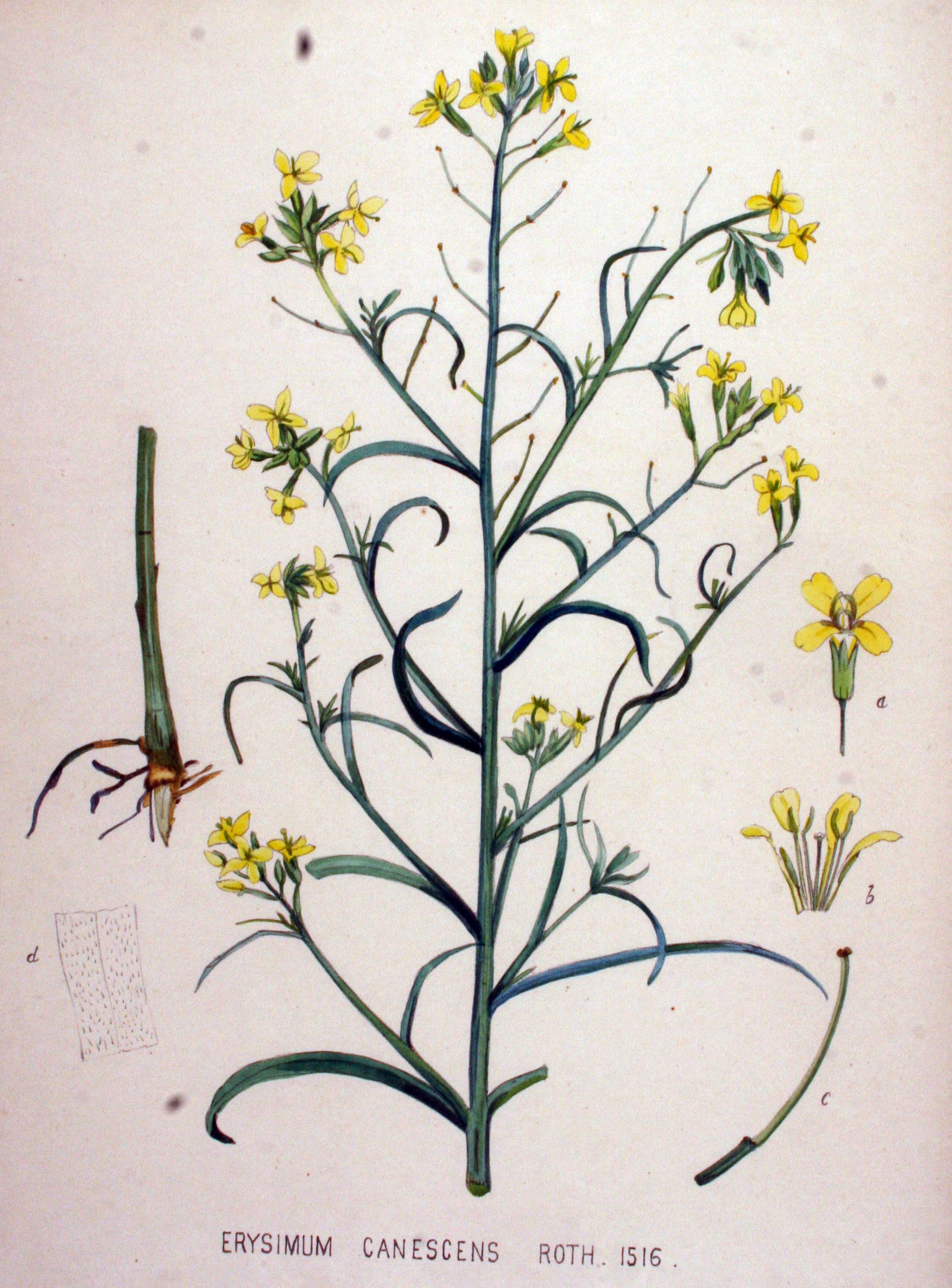
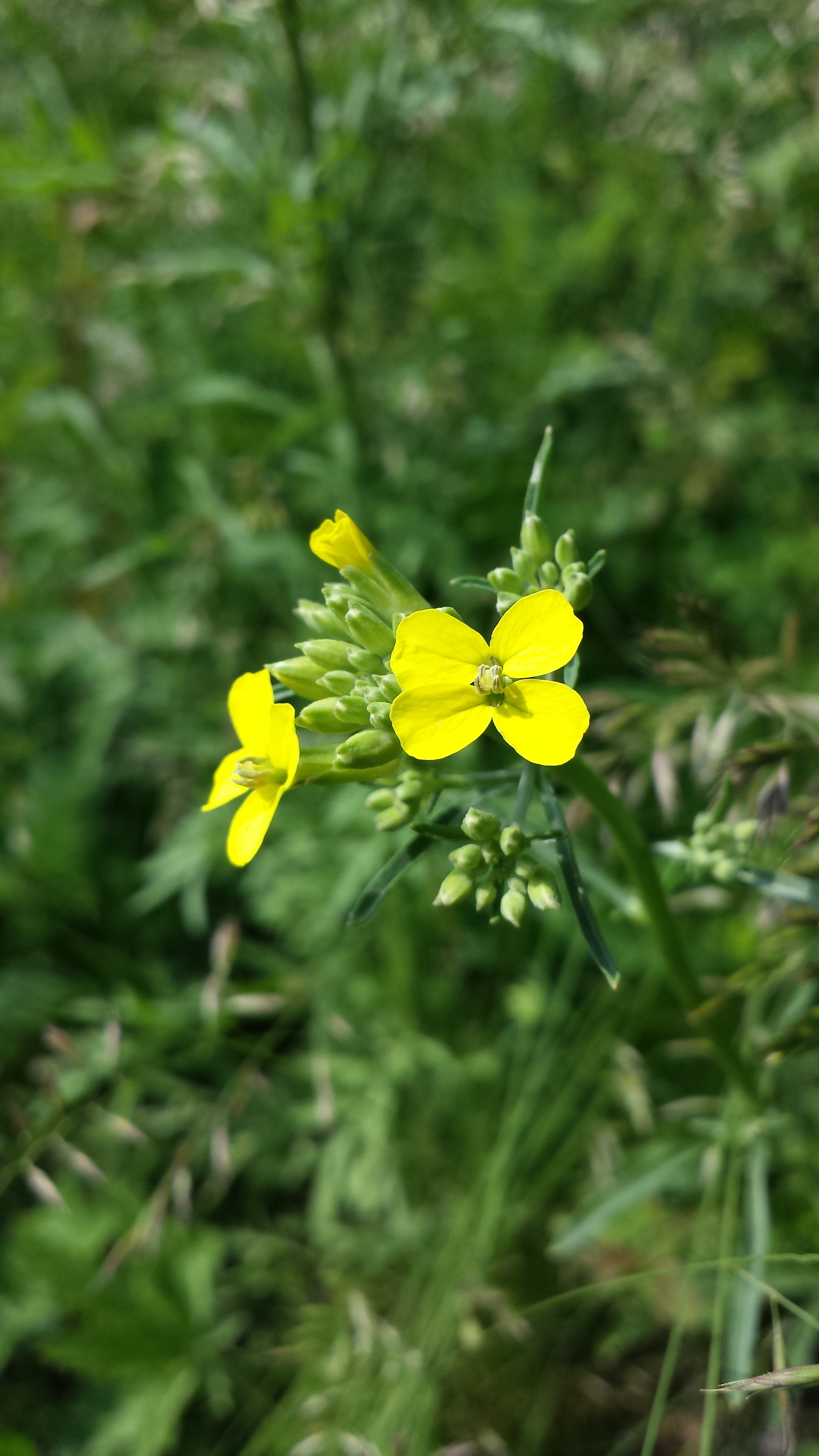
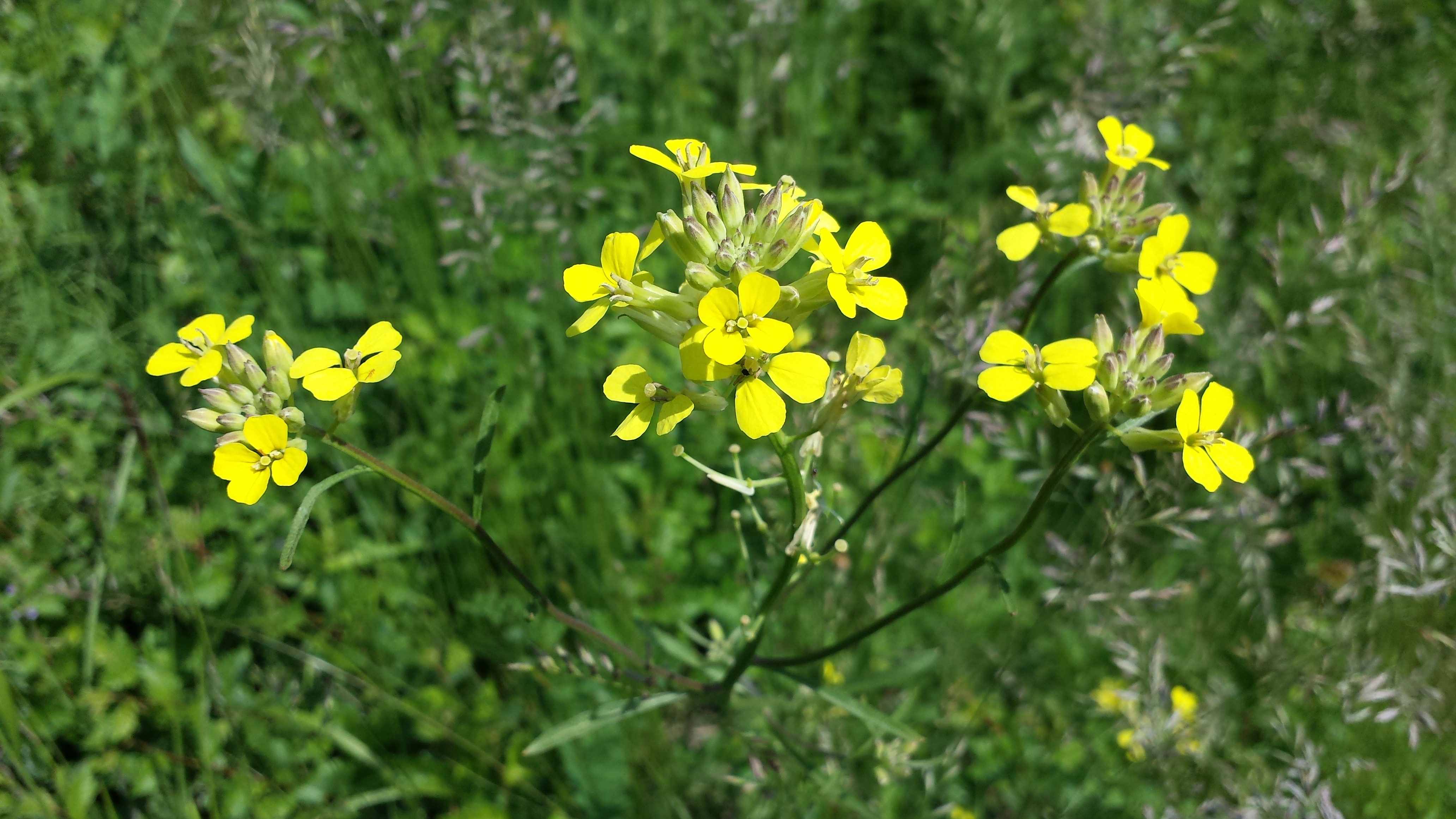
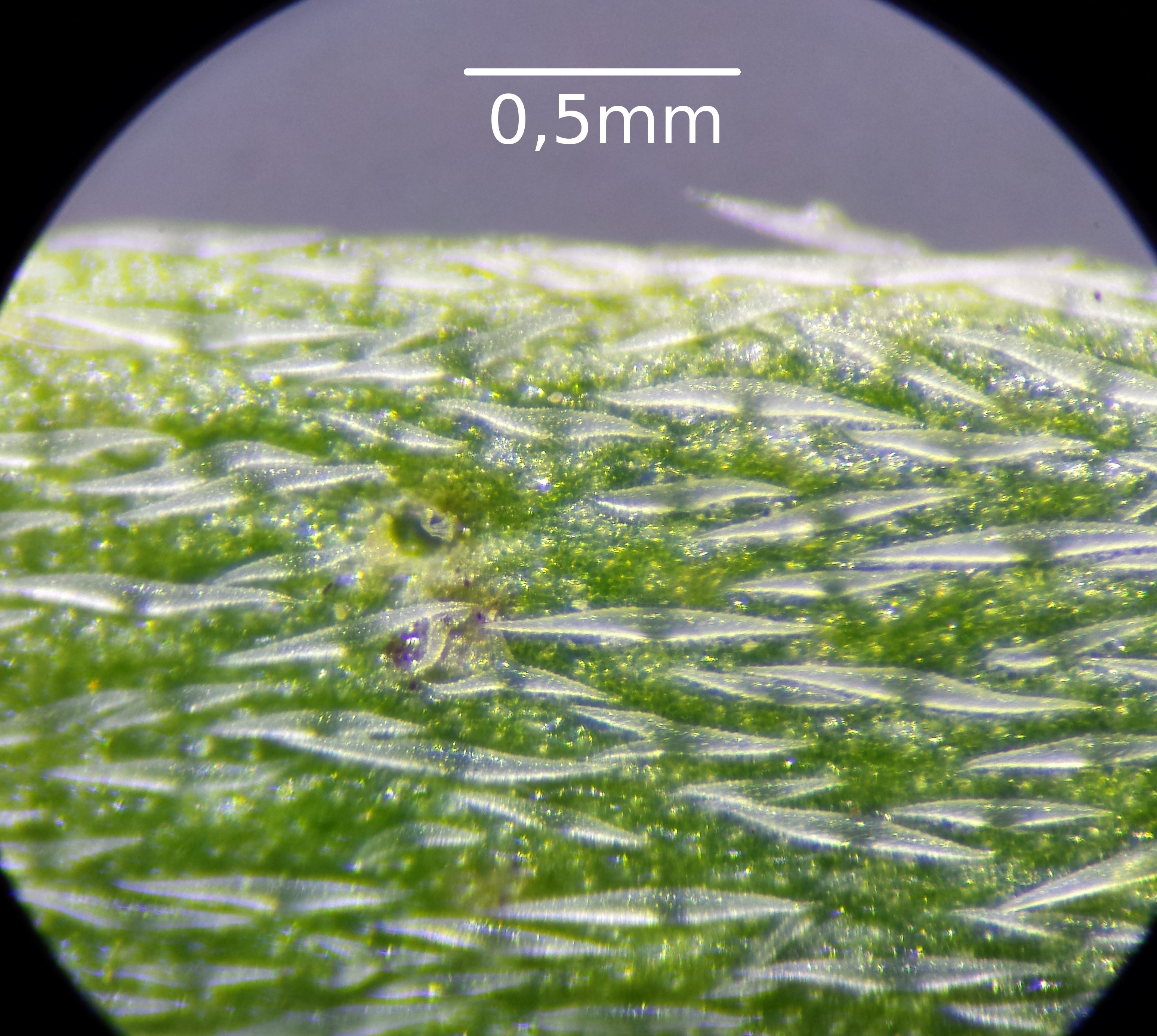